# Світле (Луганський район)
Сві́тле — село в Україні, у Луганській міській громаді Луганського району Луганської області. Населення становить 162 особи.

## Населення
За даними перепису 2001 року населення села становило 162 особи, з них 24,07% зазначили рідною українську мову, а 75,93% — російську.